# Neobaroc

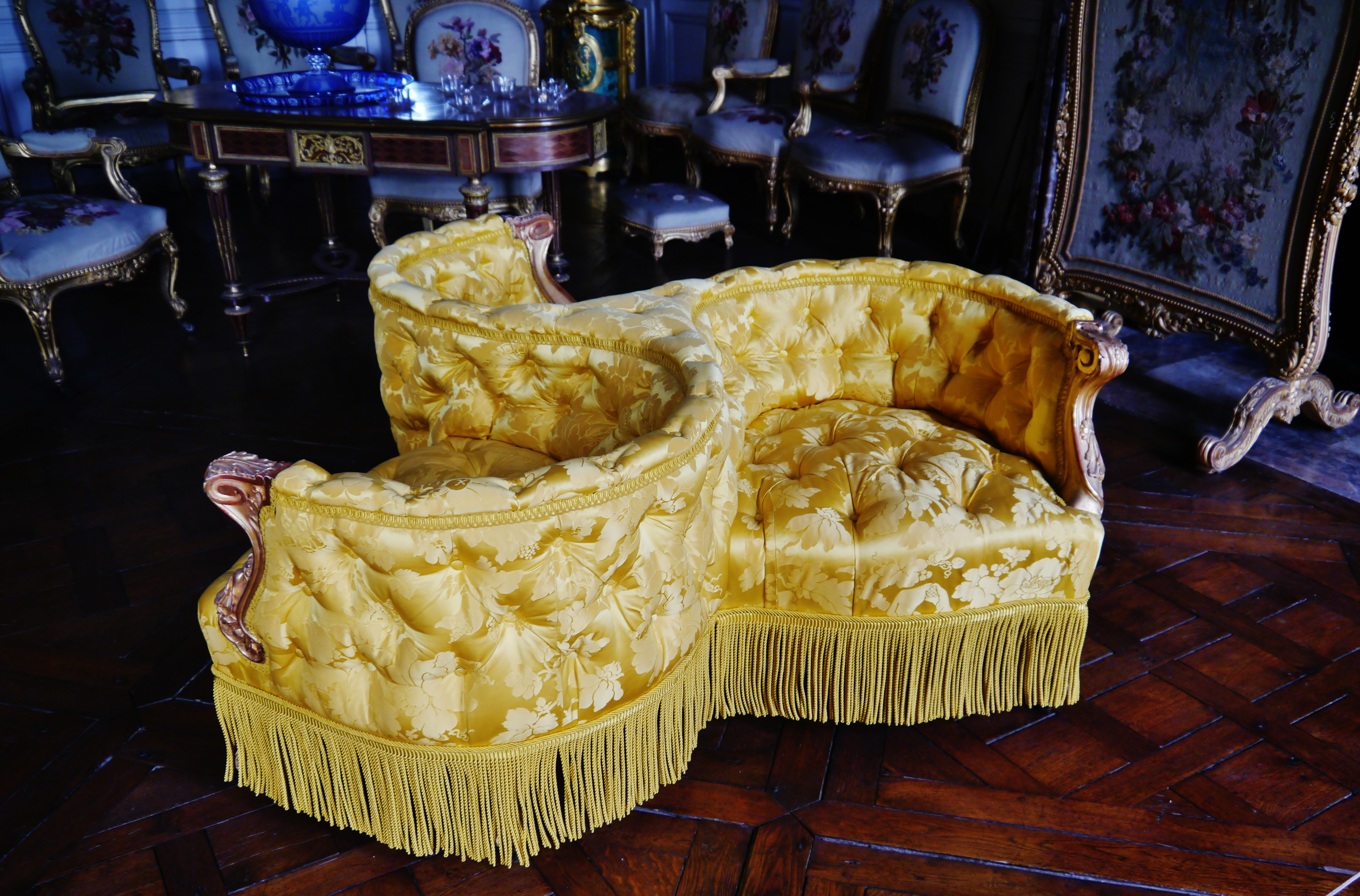
Canapea Second Empire în Château de Compiègne (Compiègne, Franța)

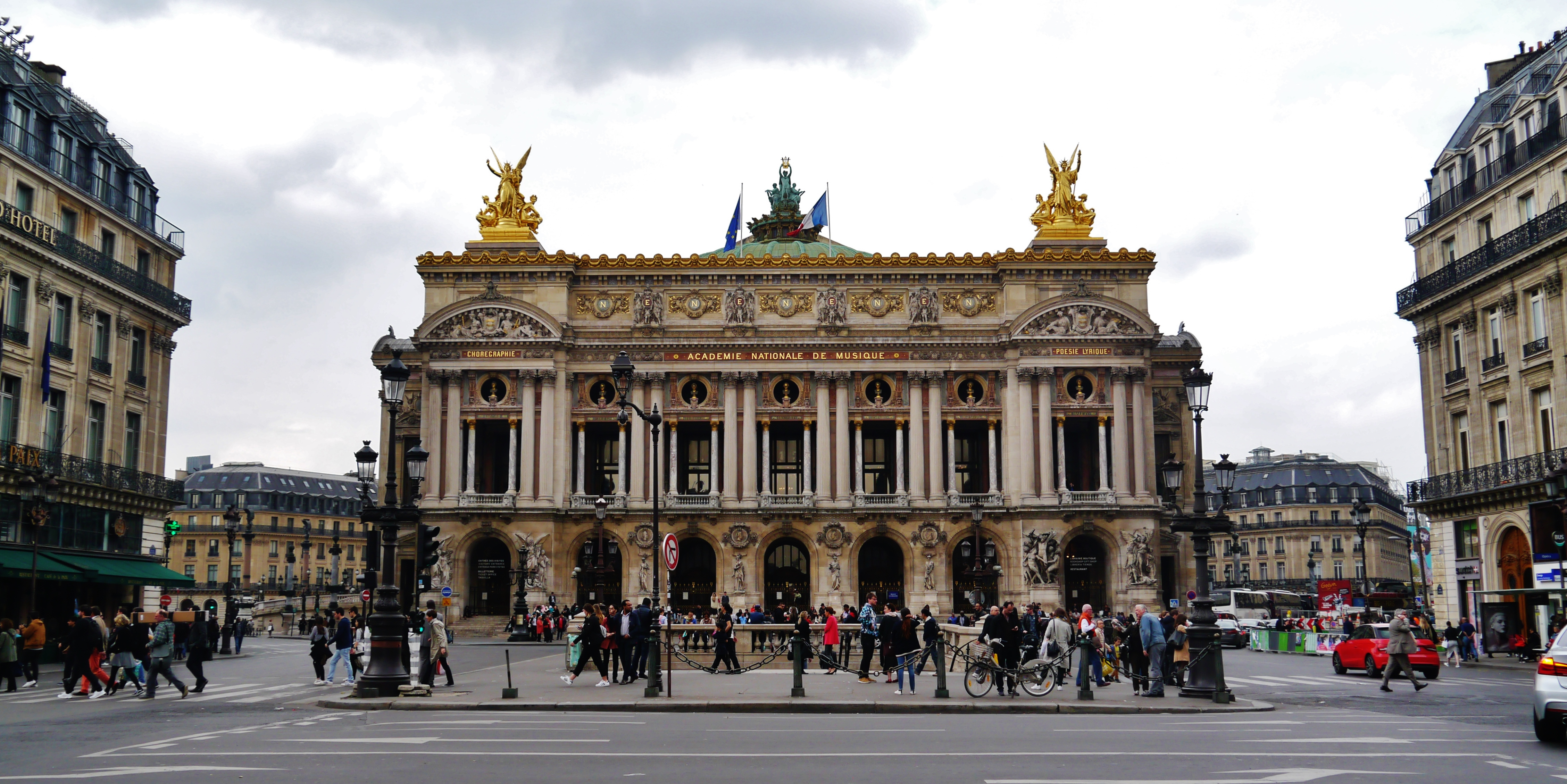
Opéra Garnier din Paris

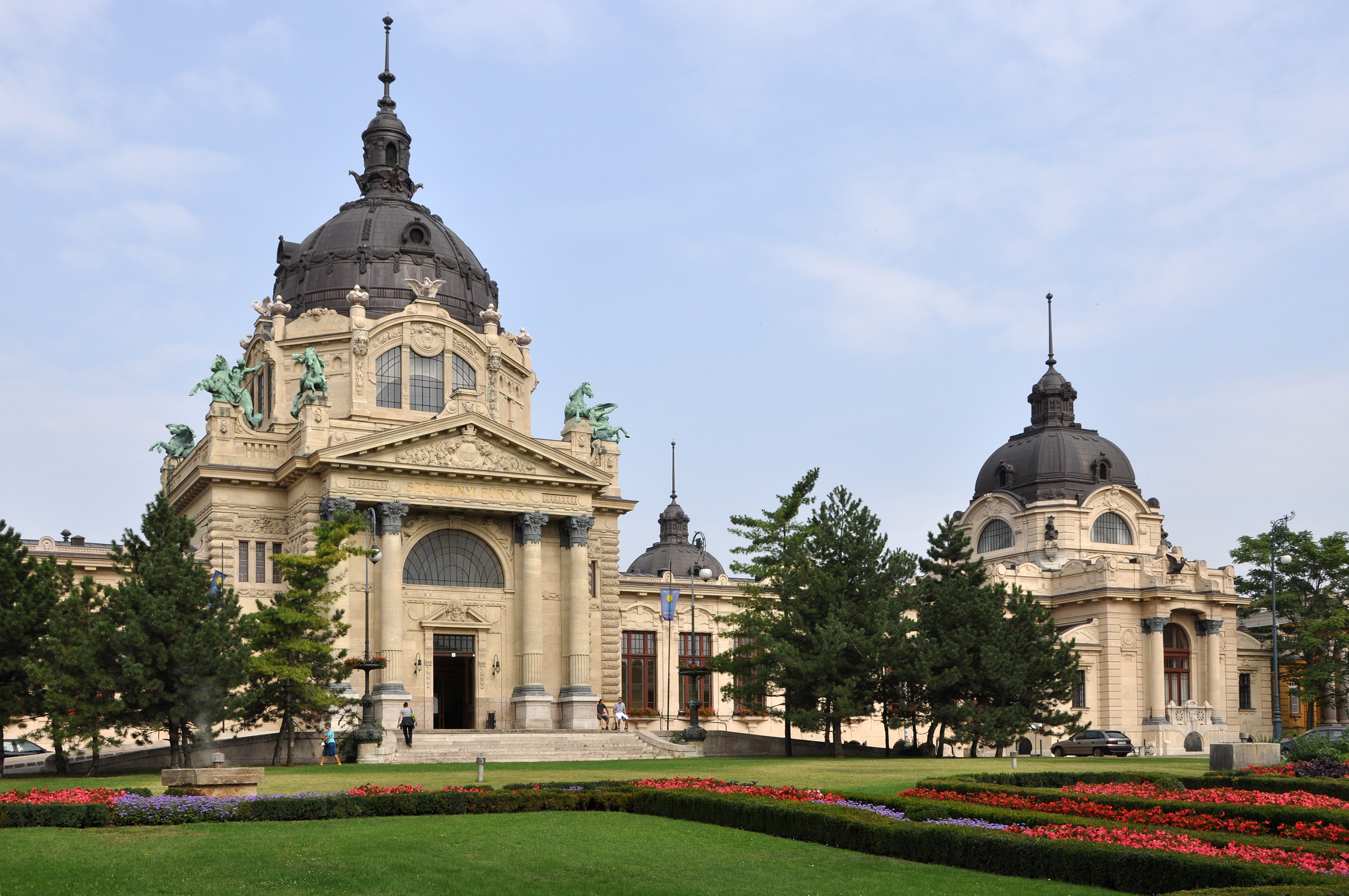
Baia termală Széchenyi din Budapesta (Ungaria)

Neobaroc este un termen desemnând creațiile artistice care au ca elemente preponderente ale aspectului general și a stilului lor elemente baroc, respectiv ale stilului baroc, dar nu aparțin temporal perioadei "normale" a barocului. Neobarocul se poate referi la arte decorative, pictură, sculptură, muzică, literatură și arhitectură, dar este cel mai frecvent folosit pentru a caracteriza muzică și arhitectură. Neobarocul mai e cunoscut ca Second Empire în Franța și Wilhelminism în Germania.

## Arhitectura
Arhitectura neobarocă e un stil arhitectural al secolului al XIX-lea târziu. Elementele tradiției arhitecturale baroce au fost o parte esențială a curriculumului de la École des Beaux-Arts din Paris, școala preeminentă de arhitectură din a doua jumătate a secolului al XIX-lea și sunt parte integrantă a arhitecturii Beaux-Arts pe care a generat-o. Exemple notabile sunt: 
- Opéra Garnier din Paris (1861–1875), Franța
- Teatrul Național din Cluj (1904–1906) (Austro-Ungaria)
- Volkstheater din Viena (1889) (Austro-Ungaria)

## Muzica
Câteva exemple de compozitori care au trăit după perioada barocă propriu-zisă , care au utilizat structuri muzicale baroc sau forme tipice de muzică baroc, așa cum ar fi contrapunctul și fuga, în lucrările lor: 
- Ludwig van Beethoven (1770 – 1827), german
- Hendrik Bouman (n. 1951), Olanda
- Paul Hindemith (1895 – 1963), german
- Elodie Lauten (n. 1950), francez, ulterior cetățean naturalizat al Statelor Unite
- Witold Lutosławski (1913 – 1994), Polonia
- Mark Moya (n. 1980), SUA
- Wolfgang Amadeus Mozart (1756 – 1791), Austria
- Giorgio Pacchioni (n. 1947), Italia
- Max Reger (1873 – 1916), german
- Peter Schickele (n. 1935), american, cunoscut sub pseudonimul P. D. Q. Bach cu ani inversați (1807 - 1742), ca o parodie
- Michael Starke (compozitor) (n. 1955), american
- Igor Stravinsky (1882–1971), Imperiul Rus